# Carlos Gutiérrez González
Carlos Gutiérrez González (ur. 4 listopada 1991 w San Cristóbal de La Laguna) – hiszpański piłkarz występujący na pozycji obrońcy w CD Numancia.